# Theodoria kimurai
Theodoria kimurai är en tvåvingeart som beskrevs av Hradsky och Huttinger 1984. Theodoria kimurai ingår i släktet Theodoria och familjen rovflugor. Inga underarter finns listade i Catalogue of Life.